# Ben Tre

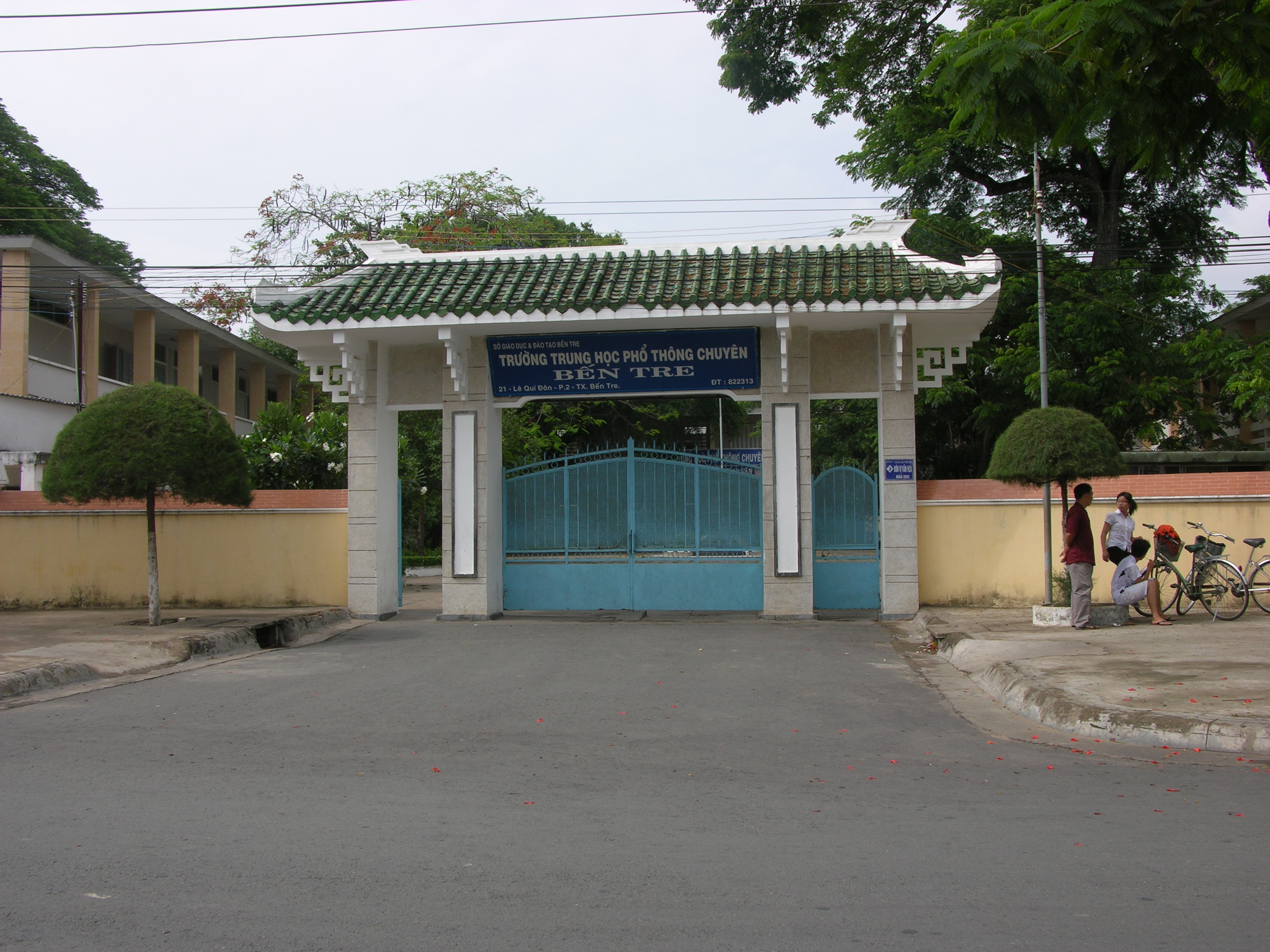
Skola i Ben Tre.

Ben Tre (på vietnamesiska Bến Tre) är en stad i Vietnam och är huvudstad i provinsen Ben Tre. Folkmängden uppgick till 116 099 invånare vid folkräkningen 2009, varav 61 968 invånare bodde i själva centralorten.